# تشارلز كوهن
تشارلز كوهن (بالإنجليزية: Charles Cohen)‏ هو موسيقي أمريكي، ولد في 9 أكتوبر 1945 في الولايات المتحدة، وتوفي في 29 سبتمبر 2017.

## وصلات خارجية
- الموقع الرسمي
- تشارلز كوهن على موقع ميوزك برينز (الإنجليزية)
- تشارلز كوهن على موقع أول ميوزيك (الإنجليزية)
- تشارلز كوهن على موقع ديسكوغز (الإنجليزية)